# Georg Henisch
Georg Henisch, dit Henischius, né le 24 avril 1549 à Bartfelden en Hongrie et mort le 31 mai 1618 à Bâle, est un érudit allemand.

## Biographie
Il fut professeur de rhétorique et de mathématiques à Augsbourg, doyen de la Faculté de médecine, puis bibliothécaire de la ville.

## Œuvres
On a de lui : Institutiones dialecticæ, Augsbourg, 1590; Arithmetica perfecta, l605; Præceptiones rhetoricæ, 1593; des éditions d’Hésiode, Bâle, 1580; d’Arétée, 1603; un Enchiridion medicinæ, 1573. Il a traduit le Commentaire de Procius sur la Sphère, 1609, et a donné une dissertation estimée De asse et partibus ejus. Il avait commencé, sous le titre de Thesaurus linguæ et sapientiæ germanicæ (1616, in-f.) un excellent dictionnaire, que malheureusement il ne put achever.